# Kathedraal van Chartres

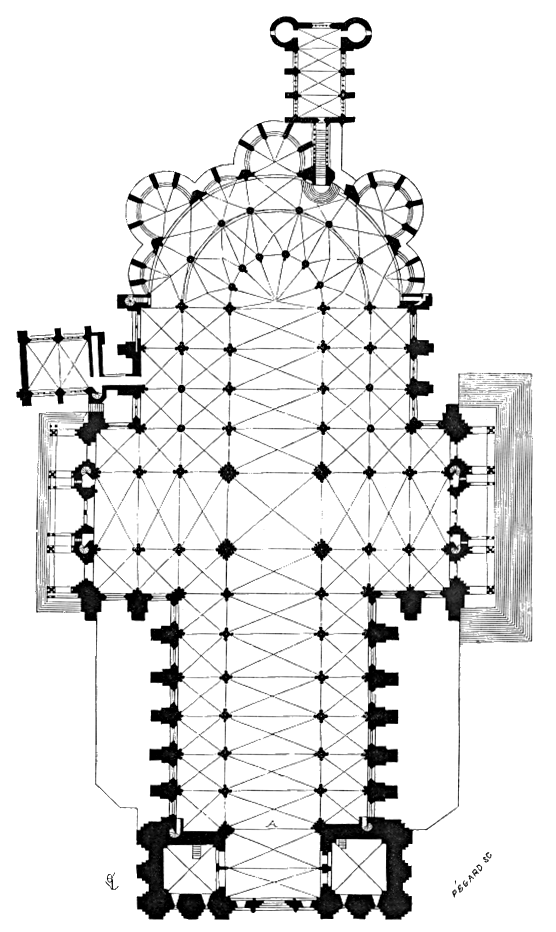
Plattegrond

De cathédrale Notre-Dame de Chartres (Nederlands: Onze-Lieve-Vrouwekathedraal van Chartres) is een vroeggotische kathedraal die tot de beroemdste van Frankrijk behoort. De kathedraal staat op een heuvel met uitzicht over de stad Chartres en werd gebouwd tussen 1194 en circa 1220. De kathedraal dankt haar faam vooral aan haar gebrandschilderde ramen, waardoor de gloed van het blauwe Chartreslicht schijnt. De beroemdste reliek van de kathedraal is een kleed of sluier, genoemd Kleed van de Maagd Maria of in het Latijn Sancta Camisia, dat gedragen zou zijn door de maagd Maria toen zij wenend onder het kruis van haar stervende zoon Jezus stond. Andere verhalen zeggen dat Maria het droeg tijdens de annunciatie, terwijl ook gezegd wordt dat het gedragen werd tijdens de geboorte van Christus. Dit werd in 876 door Karel de Kale, kleinzoon van Karel de Grote, aan de kerk geschonken.
De huidige plaats Chartres heeft een lange traditie op gebied van godsverering. Reeds in voorchristelijke tijden werd op deze plaats een Moedergodin met kind vereerd. In Julius Caesars tijd was het een gewijde plek in het bos waar de druïden eens per jaar bij elkaar kwamen. De kathedraal is nu nog een rooms-katholiek bedevaartsoord en bisschopskerk.

## Bouwgeschiedenis
De kathedraal is in korte tijd gebouwd voornamelijk onder impuls van de plaatselijke bisschop Renaud, die daarmee de macht van de Kerk verstevigde ten koste van de adel. De ontwerper van dit voor die tijd enorme bouwwerk is niet bekend maar daagde snel op na de oproep van de bisschop. Het bleek wel een man met ervaring te zijn. Van 1194 tot circa 1220 slaagde een gemeenschap van nog geen 10.000 mensen er in de kerk te bouwen, het grootste en hoogste bouwwerk dat de westerse christenheid tot dan toe had voortgebracht. De kerk werd gebouwd voor de maagd Maria, die Chartres zou hebben gekozen als haar speciale residentie op aarde. In het grondplan en de opstanden komen de eenvoudige en symboolgeladen basisvormen cirkel, vierkant en gelijkzijdige driehoek steeds terug als dwingende ordening.
Het huidige bouwwerk is overigens het zesde kerkgebouw dat op deze plek werd opgetrokken. De eerste kerk werd in 743 in brand gestoken door een Franse edelman, de tweede werd in 858 door de Vikingen platgebrand en de drie volgende werden eveneens door brand verwoest, respectievelijk in 962, 1020 en 1194. In dat jaar werd begonnen met de bouw van een nieuwe kathedraal, een voorbeeld van Gotische bouwkunst. De hoofdstructuur was 26 jaar later gereed. Gaandeweg werden de beroemde 176 gebrandschilderde ramen, de beelden en de andere versieringen aangebracht. In 1260 werd het gebouw opgeleverd. Sommige gedeelten van de kathedraal dateren van voor de brand van 1194: het Koningsportaal aan de westkant is ouder, evenals de crypte. Deze zijn dan ook romaans van stijl.
Waarschijnlijk werd het gebouw na 1194 in horizontale lagen opgetrokken, in 25 à 30 bouwperiodes. De bouwperiodes waren noodzakelijk, om de kalkmortel te laten drogen, krimpen en zetten. Dat duurde zes maanden of langer. In de wintermaanden kon men door bevriezing van de bindmiddelen niet bouwen. Problemen met de financiering van dit voor die tijd gigantische project zorgden ook voor bouwonderbrekingen. Men zocht het nodige geld bij elkaar via een handeltje in aflaten of verhoging van de belastingen. Er is een verschil in bouwtechniek in de massieve steunberen van het priesterkoor, en het lichte web van steunberen die het middenschip ondersteunen.

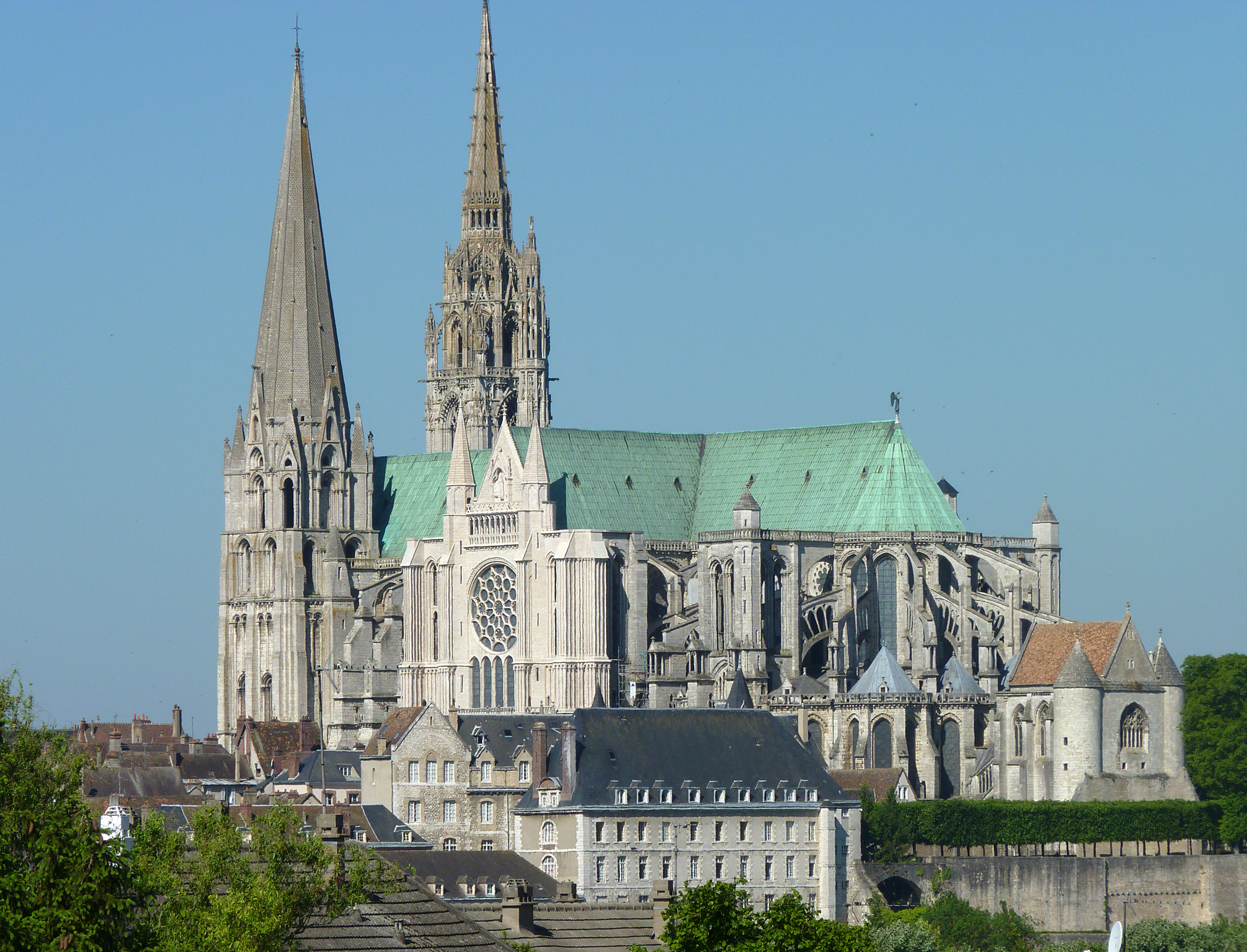
De kathedraal vanuit het oosten

Men bouwde voort op de oude fundering maar breidde die uit voor twee grote zijbeuken zodat de plattegrond een enorm kruis vormde. Om de bijkomende funderingen aan te brengen tot 10 meter diepte deed de Kerk een beroep op de werkkracht van alle inwoners van Chartres. Daarbij vergrootte men de hoogte in grote mate tot 36 meter, de grootste hoogte tot dan toe. De bouwmeester gebruikte het kruisribgewelf, een nieuw soort gewelf waarbij de gewelfribben tot de grond toe doorliepen. Dit was een revolutionaire breuk met de oudheid, waar de muren de dragers van het dak waren, en met de romaanse architectuur, waar het dak gedragen werd door een bos van zware pilaren. Het plafond bestond uit rechthoeken, die van muur tot muur liepen, en gekruist werden door ribben en in het midden een sluitsteen hadden die alles op zijn plaats hield. Nu konden de muren doorbroken worden, en van grote ramen worden voorzien. De naar buiten gerichte kracht werd opgevangen door luchtbogen en steunberen. Het was de eerste keer in de geschiedenis dat deze luchtbogen een integraal onderdeel vormden van een bouwwerk. Men vergeleek ze met boekensteunen. Om de zijdelingse druk op de muren te verminderen bouwde men spitsbogen in plaats van de gebruikelijke rondbogen. Om op zo een grote hoogte (36 m) een gewelfconstructie aan te brengen bedacht men nieuwe werktuigen zoals de hijskraan, afgeleid van militaire aanvalswerktuigen. De kraan werd aangedreven door mensen die in een rad voortstapten. De bouw van de kerk was een riskante onderneming en de werkzaamheden verliepen niet zonder levensgevaar voor de werklieden.
Het koor is afgesloten in renaissancestijl.
Een nieuwe brand verwoestte in 1836 het houten dakgebinte en de kerkklokken. De reconstructie in de volgende jaren gebeurde met de nieuwste technieken en materialen omwille van de brandveiligheid. Dit geraamte van smeedijzer en gewalst ijzer wordt door de gewelven aan het oog onttrokken.

## Tweede Wereldoorlog
Uit voorzorg werden de 12e- en 13e-eeuwse glas-in-loodramen tijdens de Schemeroorlog ontmanteld en de stukken glas weggeborgen in de crypte. Tijdens Operatie Overlord probeerden de Amerikanen op 16 augustus 1944 Chartres in te nemen. Ze gaven het bevel de kathedraal onder vuur te nemen, omdat werd aangenomen dat ze werd gebruikt als uitkijk. Om dit cultuurverlies te voorkomen ging kolonel Walborn Griffith met een chauffeur ter plaatse en voerde hij een visuele inspectie uit in de torens. Toen hij kon meedelen dat er geen Duitsers waren, werd het bombardement afgeblazen. De kathedraal kwam nagenoeg ongeschonden uit de oorlog en het glas-in-lood werd zorgvuldig teruggeplaatst.

## Exterieur

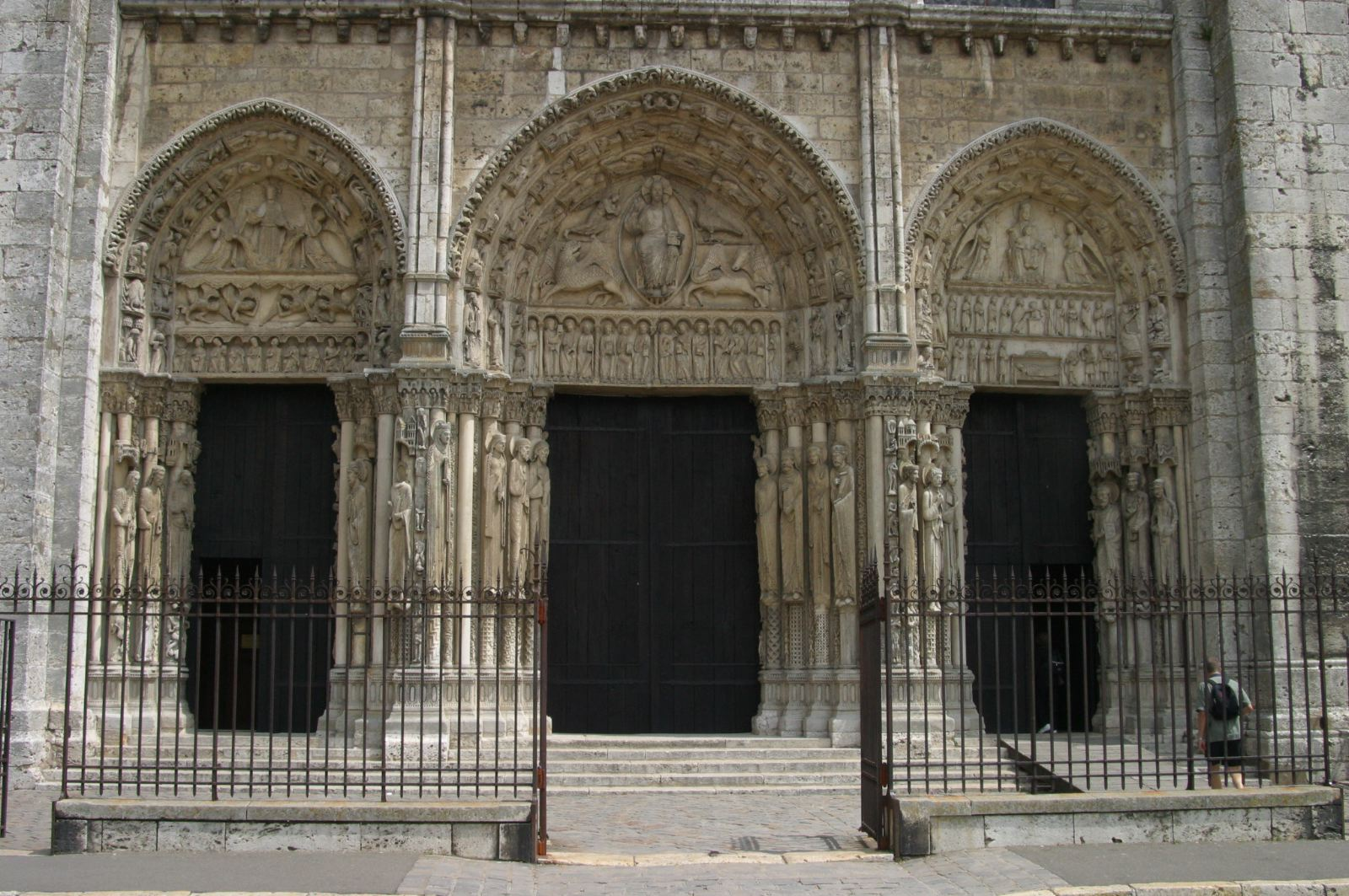
Portalen aan de westgevel

### Portalen van deNotre-Dame
Het bekendste portaal van de kathedraal is het Koningsportaal, dat al voor 1194 was gebouwd. Het bevat beelden van de wetenschappers uit de klassieke oudheid, van Pythagoras, Euclides en Aristoteles, en allegorische figuren die de Vrije Kunsten voorstelden, de muziek, astronomie, rekenkunde, meetkunde en dialectiek. De moeder van God zwaaide hier zelf de scepter over. In het midden zetelt de zegenende Christus, geflankeerd door een engel (Matteüs), een adelaar (Johannes), een leeuw (Marcus) en de os (Lucas). Dit tableau is gebaseerd op het visioen van de evangelist Johannes, dat hij op Patmos kreeg.

## Interieur

### Vensters van deNotre-Dame
De kathedraal van Chartres heeft de meest complete verzameling oorspronkelijke gebrandschilderde ramen (176).
Het meest fameuze raam is het noordelijke roosvenster, waarin afbeeldingen van engelen, koningen, duiven en Bijbelse profeten het centrale punt omringen, de maagd Maria met Christus. 
In het vlakbij gelegen Centre International du Vitrail wordt uitleg gegeven over de techniek.

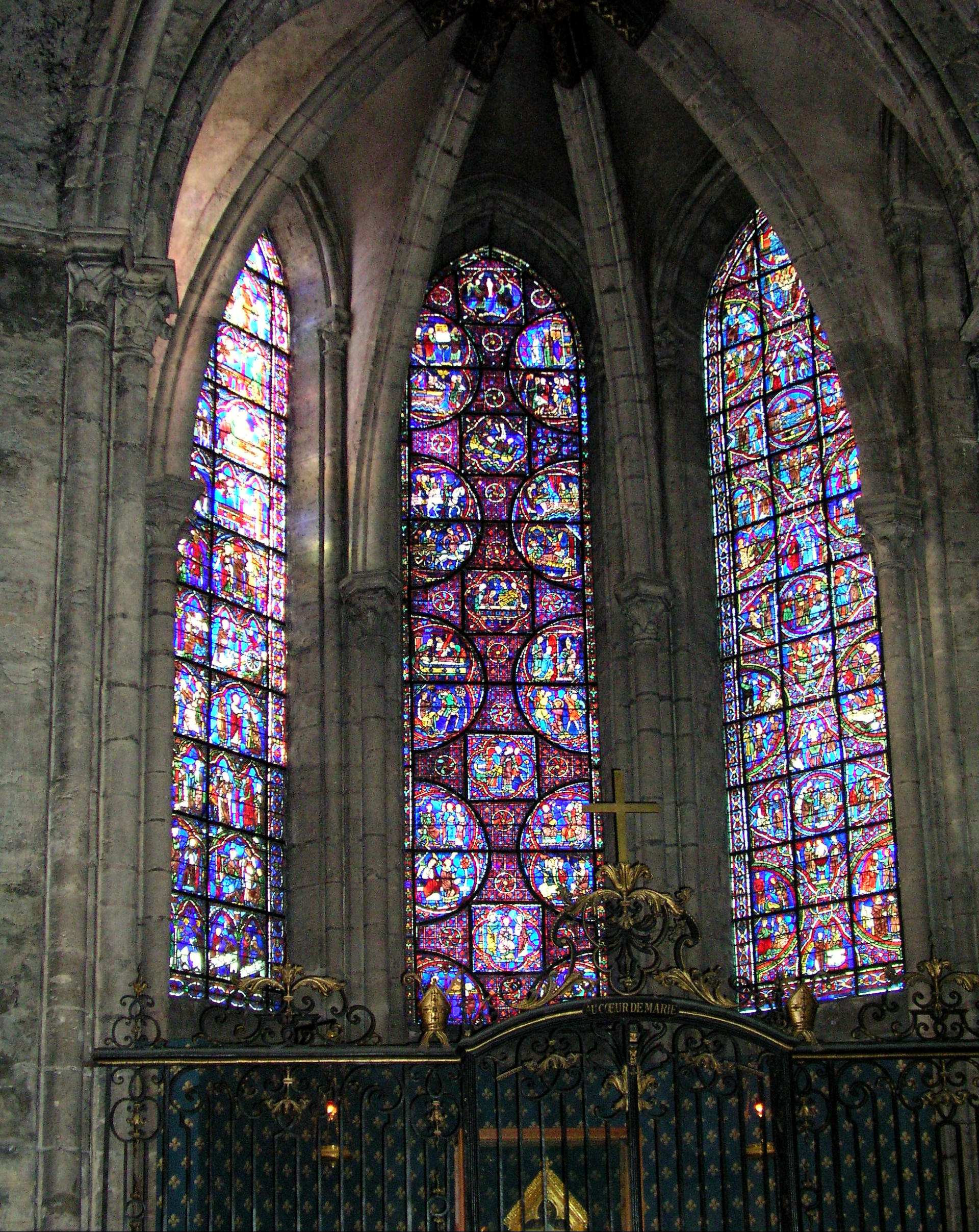
Kapel Chapelle des martyrs
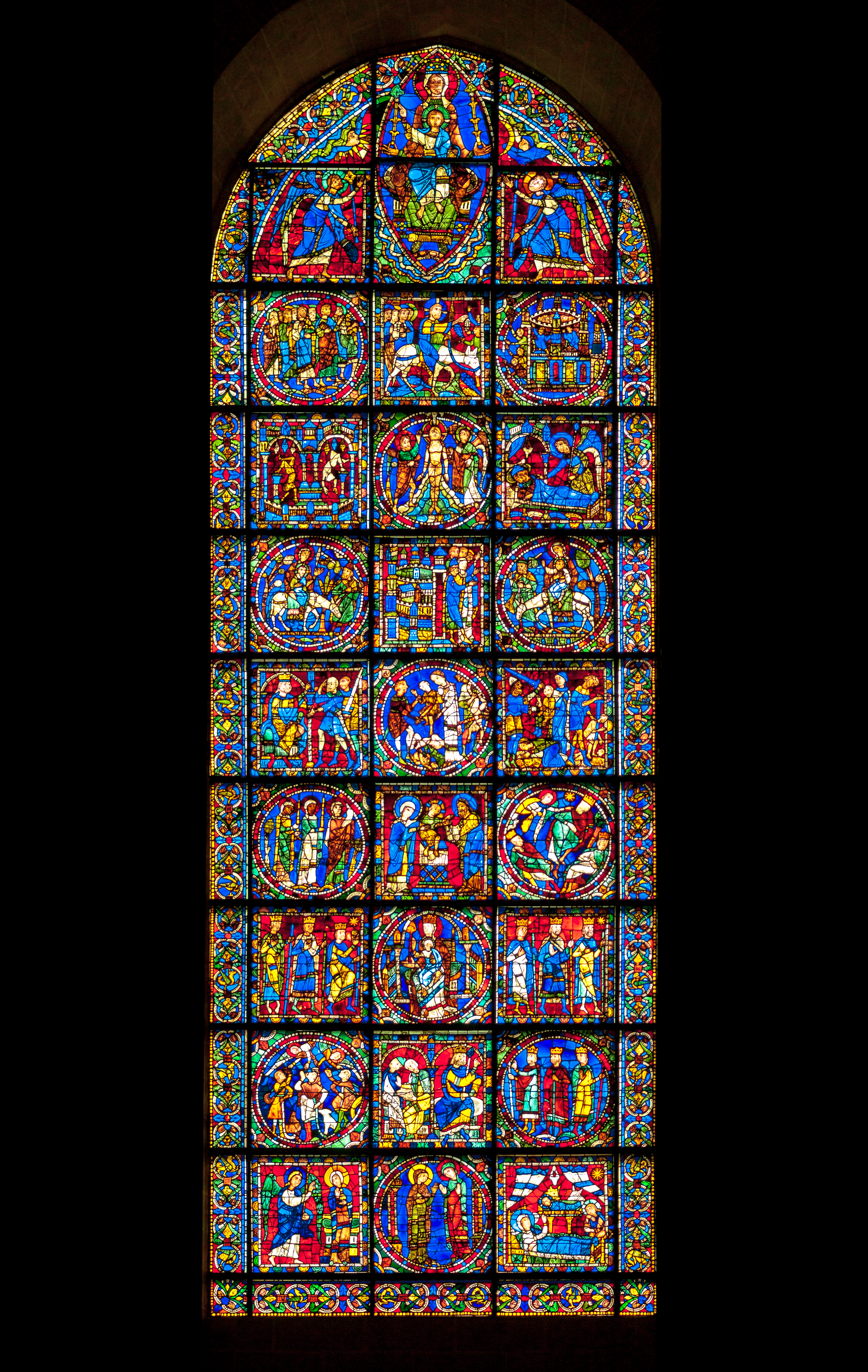
Centrale westelijke raam
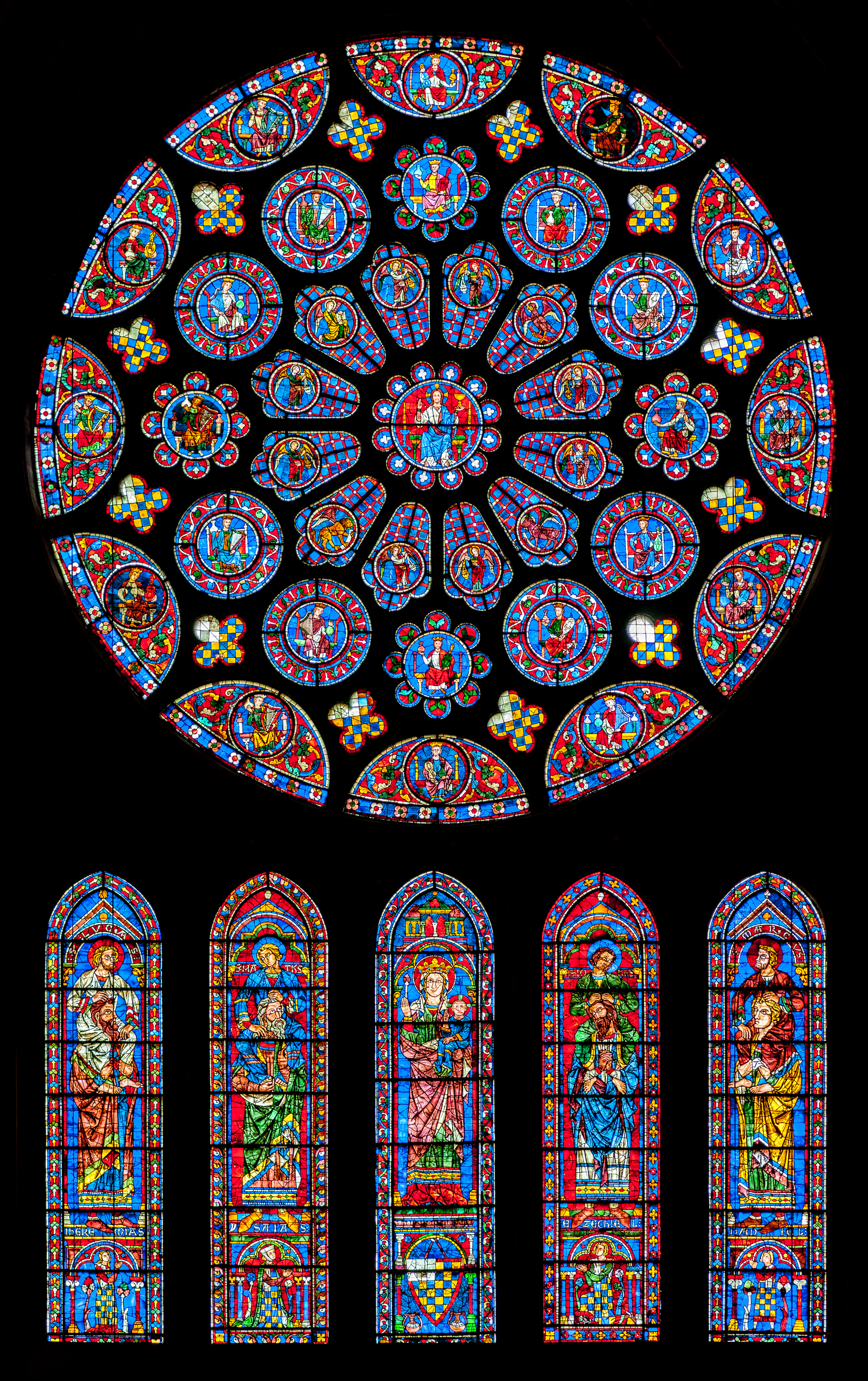
Zuidelijke rozet
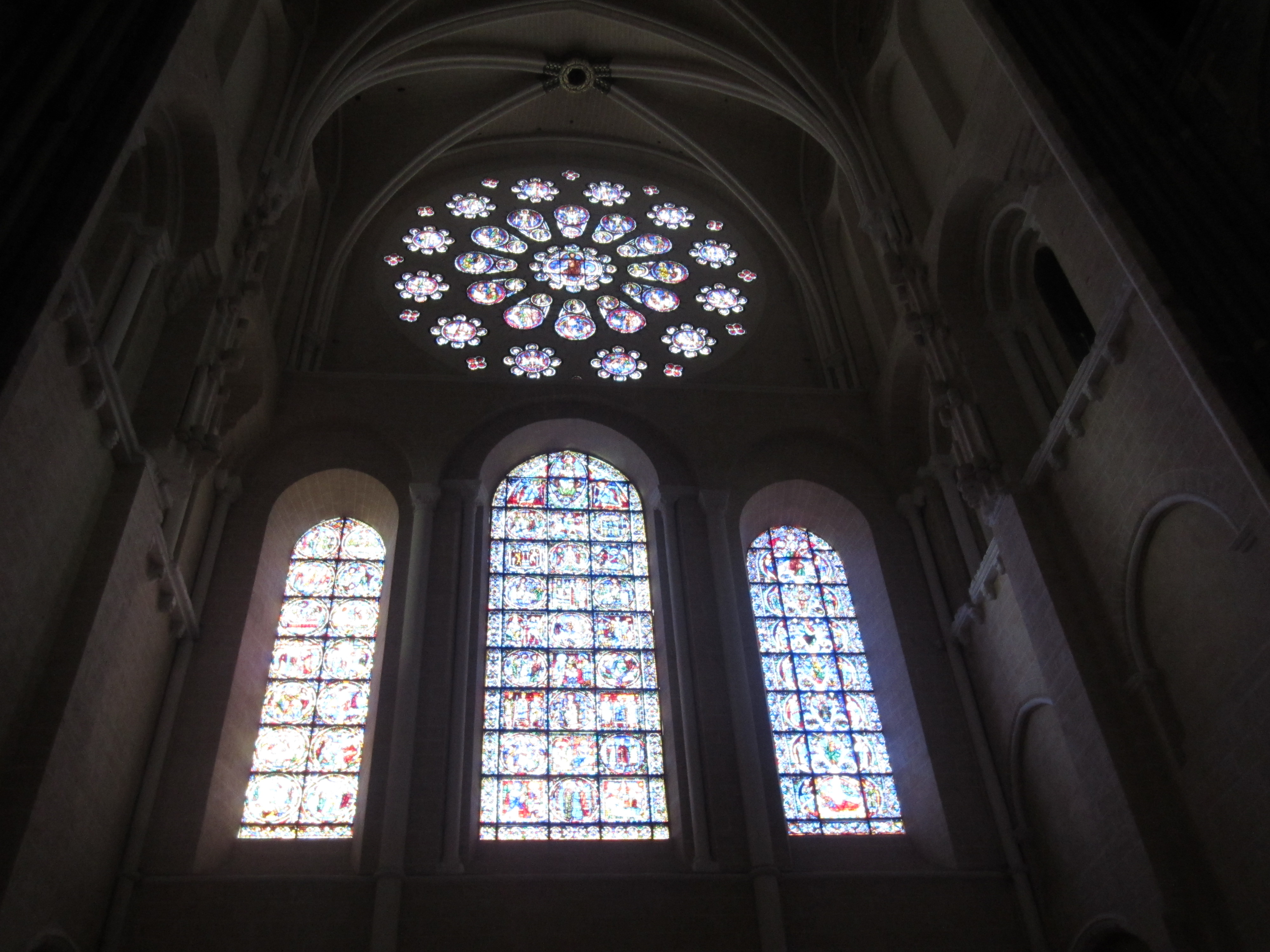
Westelijke rozet
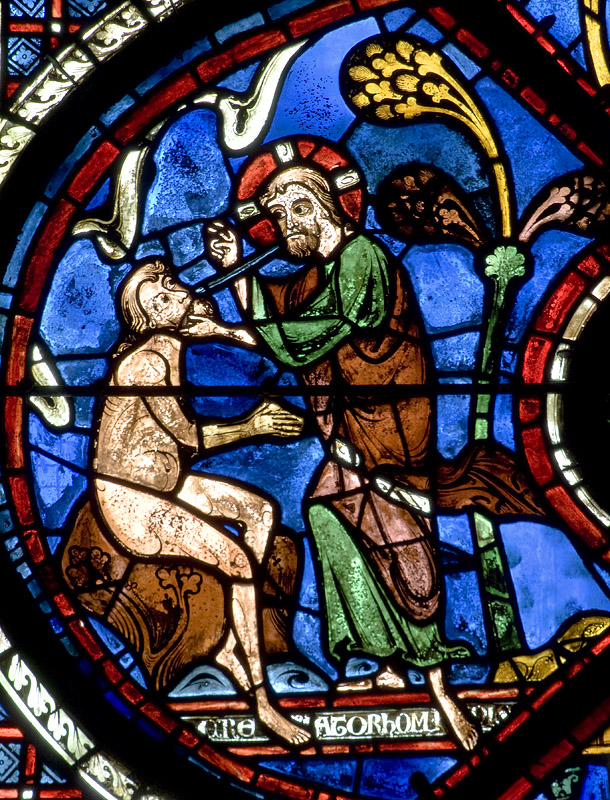
Detail van het raam van de Barmhartige Samaritaan

### Labyrint

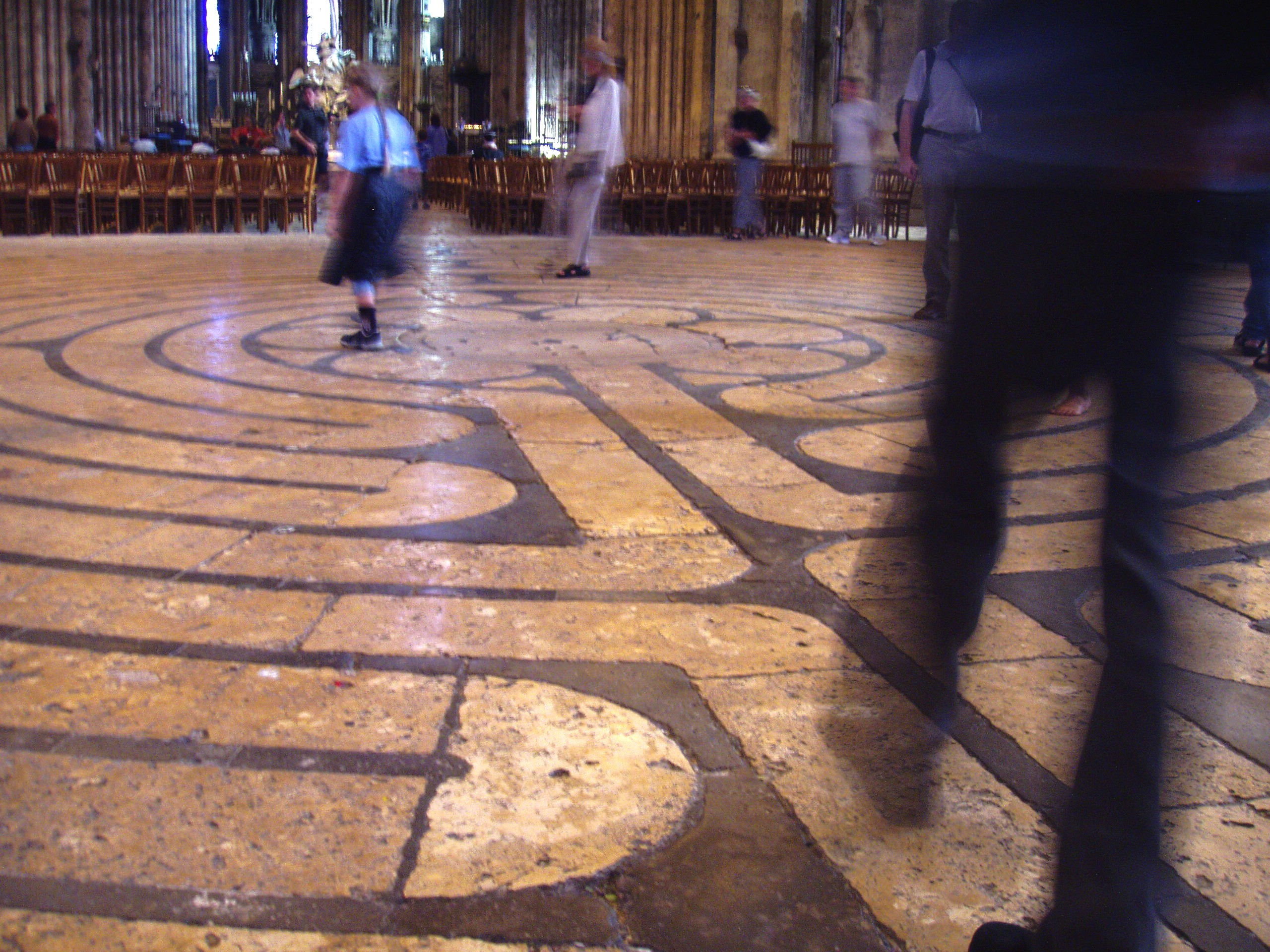
Labyrint

Op de vloer van de kerk bevindt zich een labyrint. De pelgrim moest eerst het labyrint volgen tot aan het midden, van hieruit kon hij de prachtige ramen van de kerk bewonderen. Nu zijn hier stoelen op geplaatst waardoor men weinig van het geheel kan zien. Op vrijdagen is het labyrint vrij en wordt het blootsvoets gelopen. In het centrum wordt stilgestaan om het Onze Vader te bidden.

Op de vloer vindt men een ronde bronzen pen. In een der ramen zit een witte cirkel. Op 21 juni om 12:00 precies - het is dan midzomer - schijnt de zon (als zij schijnt) door de cirkel precies op deze bronzen pen. De raamschildering, waarin het witte gat zich bevindt, draagt de afbeelding van Apollinaris, een Syrische heilige.

## DeNotre-Dameals bedevaartsoord en het Sancta Camisia

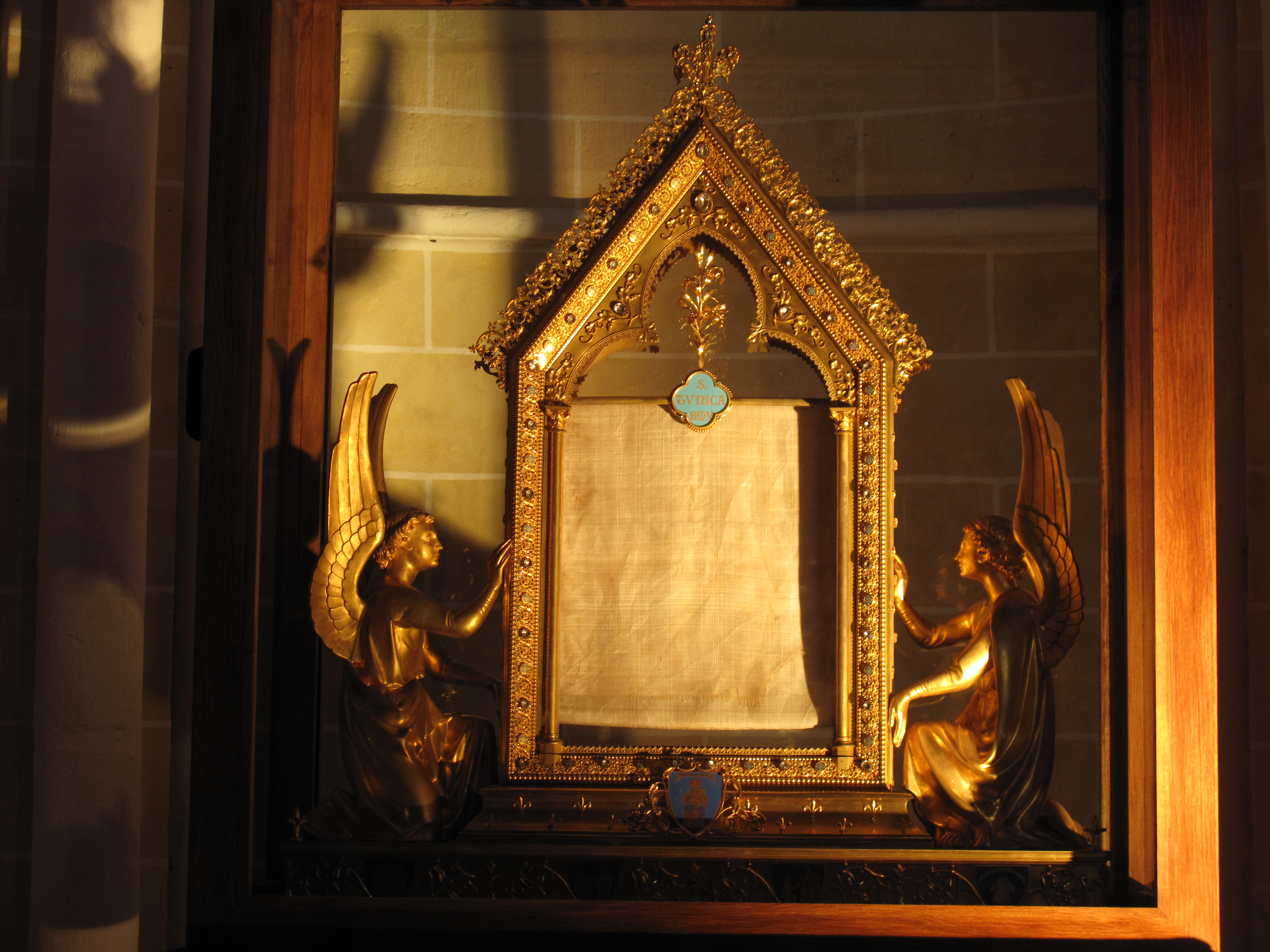
Kleed van de Maagd Maria

Chartres was met de Mariacultus verbonden en vindt zich terug in een lange traditie van de verering van de Moedergodin met kind. Op de vier Mariafeesten werden in Chartres textiel- en handelsbeurzen gehouden.
Koning Karel de Kale had de kathedraal het Kleed van de Maagd Maria geschonken, het kleed dat Maria zou hebben gedragen toen zij Jezus baarde. De Noormannen belegerden in augustus 911 onder Rollo weer de stad. De stad verdedigde zich echter, aangevoerd door bisschop Gancelmus. Niet alleen riep hij goddelijke hulp in, maar ook die van de hertogen van Bourgondië en van France en de graaf van Poitou met hun soldaten. Deze hulptroepen slaagden er samen met de inwoners van de stad in de Noormannen te overwinnen, terwijl het Mariarelikwie boven een van de stadspoorten hing ter aanmoediging. Hierdoor kon deze redding van de stad ook gezien worden als een mirakel. De mislukte belegering was echter vooral een politieke gebeurtenis. Kort erop zou koning Karel de Eenvoudige namelijk het Verdrag van Saint-Clair-sur-Epte sluiten met Rollo, die zo van Neustrië het gebied rond de Seine-monding in leen kreeg, met Rouen als Normandische hoofdstad.
In 1194 werd door brand een groot deel van het stadscentrum van Chartres verwoest, ook het kerkgebouw, op de crypte en de westportalen na. Het Sancta Camisa bleef echter behouden. Dit werd opgevat als een teken dat Maria gewild had dat de oude kerk zou verbranden, opdat er een grotere en mooiere gebouwd zou worden. Geheel de bevolking, inclusief de kooplieden die belang hadden bij de bouw van een nieuw groots opgevat godshuis, hielp de ossenkarren met stenen van de groeve (op 8 km van de stad) over het land naar de bouwplaats te trekken.

## Overige
- In tegenstelling tot wat gebruikelijk is bij kerkgebouwen, is deze kathedraal niet georiënteerd op het oosten, maar op het noordoosten. Dit was ook het geval bij de eerdere kerkgebouwen op deze locatie.
- Op 29 januari 1908 werd de kerk door paus Pius X verheven tot basiliek (basilica minor).

## Afbeeldingen

Westkant van de kathedraal 1867, gravure
Zuidkant van de kathedraal 1867, gravure
Noordelijke portaal 1867, lithografie
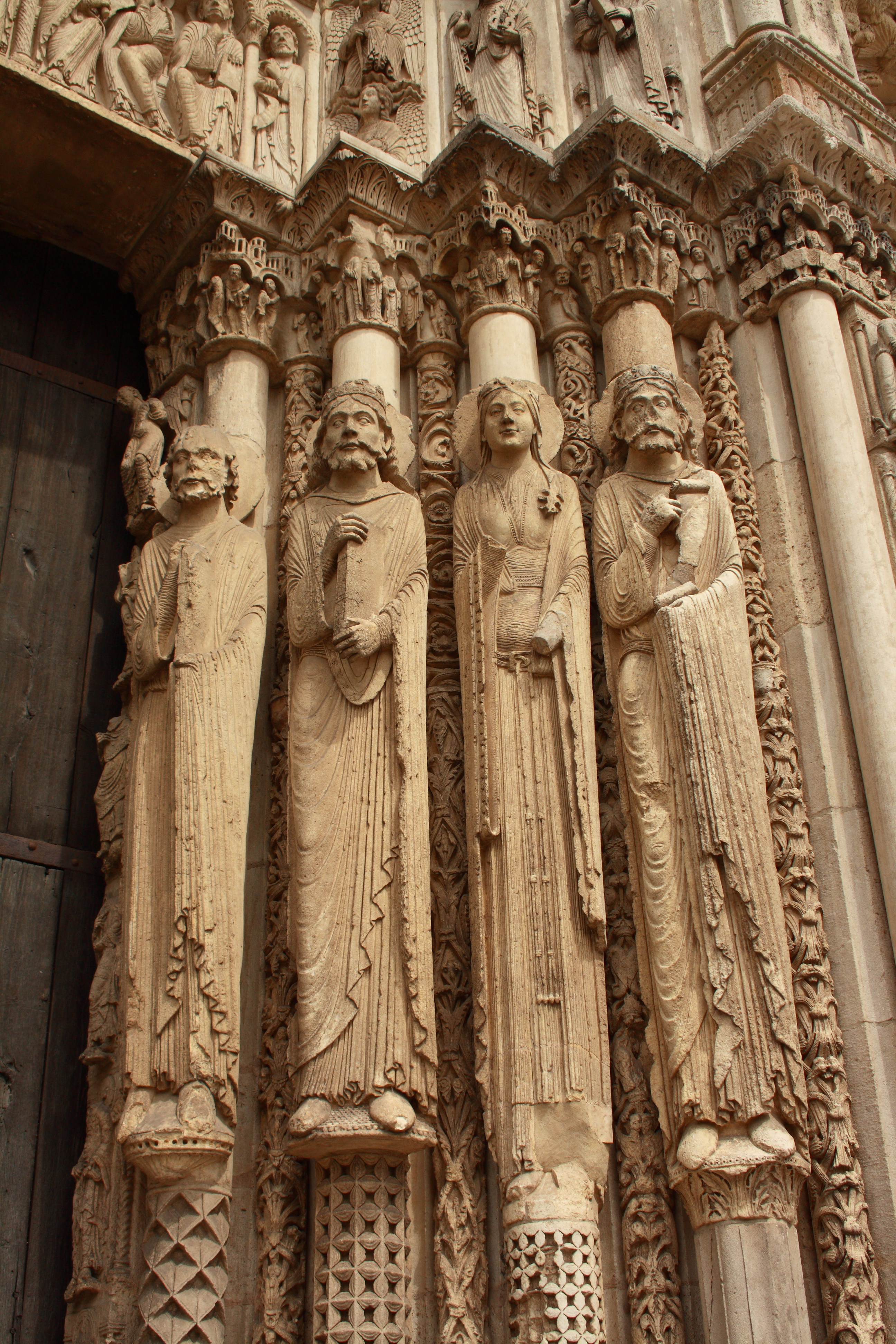
Langgerekte beelden van koningen en profeten van het portaal
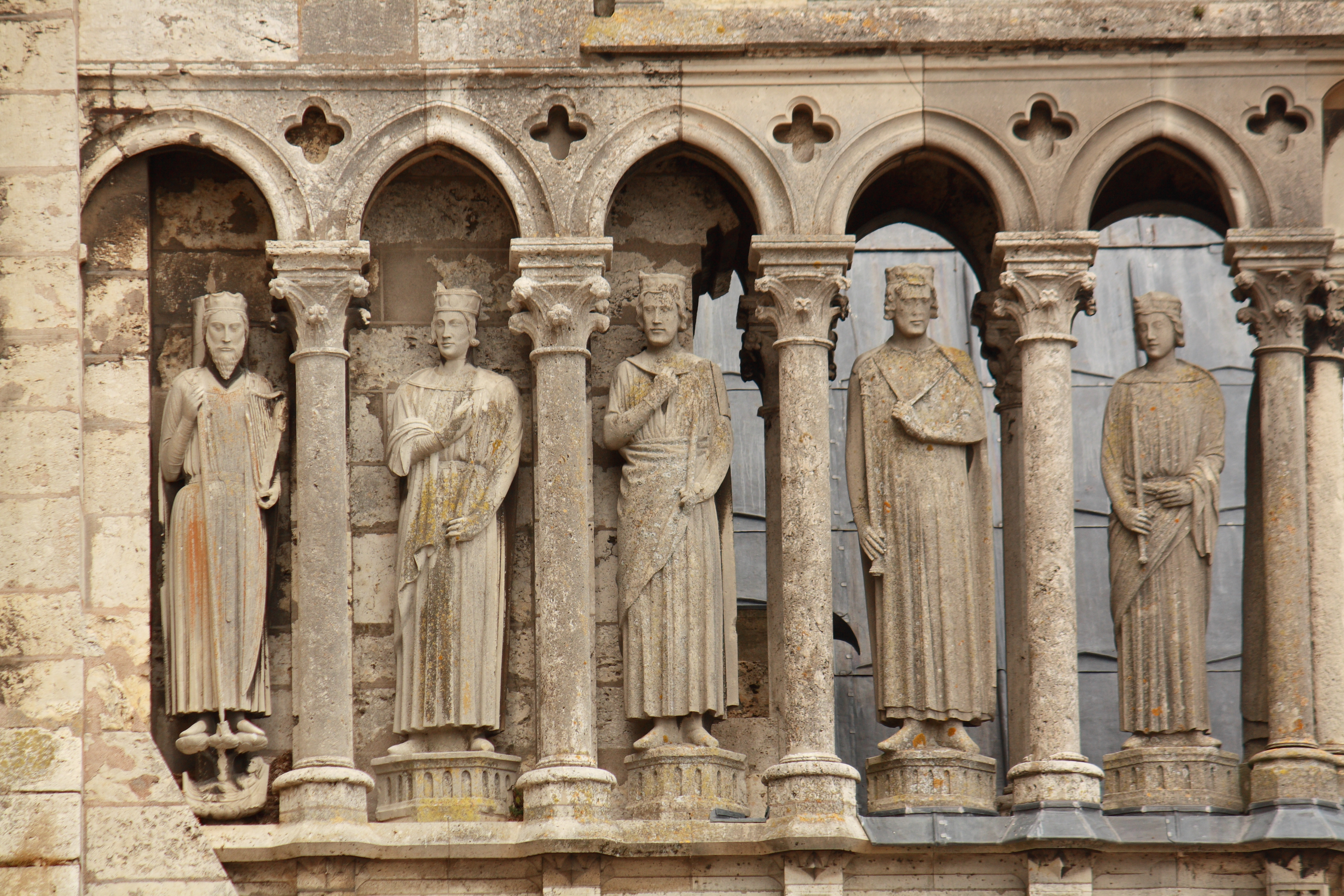
Koningsgalerij

De beide gravures en de lithografie zijn van Jean-Baptiste Lassus.

## Websites
- (fr) (en)  Website van de katholieke gemeente van de kathedraal Notre-Dame van Chartres
- (en)  Beschrijving van de kathedraal op de UNESCO-site

- Gemeinsame Normdatei: 4069930-4
- Library of Congress Control Number: n50052168
- Nationale Bibliotheek van Letland: 000076926
- MusicBrainz: 3ec94eb3-67db-4bfe-be96-ef8dfe314afc
- Nationale Bibliotheek van Tsjechië: kn20050512007
- Nationale Bibliotheek van Israël: 987007259432305171
- Système universitaire de documentation: 144085852

Aix · Albi · Amiens · Auch · Auxerre · Bayeux · Bayonne · Beauvais · Béziers · Bordeaux · Bourges · Carcassonne · Châlons · Chartres · Clermont-Ferrand · Dijon · Évreux · Laon · Le Mans · Limoges · Lisieux · Lyon · Meaux · Metz · Nantes · Narbonne · Nevers · Orléans · Parijs · Poitiers · Quimper · Reims · Rodez · Rouen · Sées · Sens · Soissons · Straatsburg · Toul · Toulouse · Tours · Troyes
Mont-Saint-Michel en baai · Kathedraal van Chartres · Paleis en park van Versailles · Basiliek van Vézelay op de colline éternelle · Prehistorische locaties en beschilderde grotten in de Vézèrevallei · Paleis en park van Fontainebleau · Kathedraal van Amiens · Romeins theater en omgeving en de triomfboog van Orange · Arles, Romeinse en romaanse monumenten · Cisterciënzer Abdij van Fontenay · Zoutziederij Salins-les-Bains en Koninklijke zoutziederij Arc-et Senans · Place Stanislas, Place de la Carrière en Place d'Alliance in Nancy · Abdijkerk van Saint-Savin-sur-Gartempe · Golf van Porto: Calanches de Piana, Golf van Girolata, Natuurreservaat Scandola · Pont du Gard · Straatsburg: Grande-Île · Parijs: oevers van de Seine · Kathedraal Notre Dame, Abdij van Saint-Remi en Paleis van Tau in Reims · Kathedraal van Bourges · Historisch centrum van Avignon · Canal du Midi · Historische vestingstad Carcassonne · Nationaal park Pyrénées-Mont Perdu · Pelgrimsroutes in Frankrijk naar Santiago de Compostella · Historisch Lyon · Rechtsgebied van Saint-Émilion · Loiredal tussen Sully-sur-Loire en Chalonnes-sur-Loire · Provins, stad van middeleeuwse jaarmarkten · Le Havre, stad herbouwd door Auguste Perret · Belforten in België en Frankrijk · Bordeaux, Port de la Lune · Vestingwerken van Vauban · Lagunes van Nieuw-Caledonië: rifdiversiteit en ecosystemen · Bisschopsstad Albi · Pitons, cirques en "remparts" van het eiland Réunion · De Causses en de Cevennen, mediterraan agropastoraal cultuurlandschap · Prehistorische paalwoningen in de Alpen · Steenkoolbekken van Nord-Pas-de-Calais · Beschilderde grot van de Pont d'Arc, bekend als de Grotte Chauvet-Pont-d’Arc, Ardèche · De climats van de wijnstreek Bourgogne · Heuvels, huizen en wijnkelders van Champagne · Architecturaal werk van Le Corbusier · Taputapuātea · Tektonisch landschap Chaîne des Puys en Limagnebreuklijn · Franse Zuidelijke Gebieden en Zeeën · Historische kuuroorden van Europa (Vichy) · Vuurtoren van Cordouan · Nice, winterbadplaats aan de Rivièra  · Oude en voorhistorische beukenbossen van de Karpaten en andere regio's van Europa ·  Te Henua Enata - De Markiezeneilanden · De Megalieten van Carnac en van de kust van de Morbihan, Frankrijk